# ماريك كوزما
ماريك كوزما (بالسلوفاكية: Marek Kuzma)‏ هو لاعب كرة قدم سلوفاكي في مركز الهجوم، ولد في 22 يونيو 1988 في دوبنيتسا ناد فاهوم في سلوفاكيا. شارك مع منتخب سلوفاكيا تحت 21 سنة لكرة القدم. أما مع النوادي، فقد لعب مع نادي سبارتاك ميافا ونادي سلوفان براتيسلافا.

## وصلات خارجية
- ماريك كوزما على موقع قاعدة بيانات كرة القدم.إي يو (الإنجليزية)
- ماريك كوزما على موقع Soccerway.com (الإنجليزية)